# Julio Losada
Julio Daniel Losada (16 giugno 1950) è un ex calciatore uruguaiano, di ruolo attaccante.

## Carriera

### Club
Iniziò la sua carriera nel Peñarol, con il quale raggiunse la finale della Coppa Libertadores del 1975. All'età di 22 anni lasciò l'Uruguay per andare a giocare nell'Olympiacos, in Grecia, dove formò, insieme al francese Yves Triantafyllos, una delle coppie più prolifiche della squadra greca. Finì la propria carriera all'Olympiakos dove totalizzò, in campionato, 146 presenze con 30 gol.

### Nazionale
Prese parte, insieme alla Nazionale di calcio dell'Uruguay, al campionato del mondo 1970 dove finì la competizione al quarto posto.

## Palmarès

### Competizioni nazionali
- Campionato greco: 4

Olympiacos: 1972-1973, 1973-1974, 1974-1975, 1979-1980
- Coppa di Grecia: 2

Olympiacos: 1973-1974, 1975-1976